# Campeonato Mundial de Halterofilismo de 2021 - Até 87 kg feminino
A categoria até 87 kg feminino foi um evento do Campeonato Mundial de Halterofilismo de 2021, disputado em Tasquente, no Uzbequistão, no dia 16 de dezembro de 2021. 

## Calendário
Horário local (UTC+5)
| Dia            | Horário | Fase    |
| -------------- | ------- | ------- |
| 16 de dezembro | 10:30   | Grupo B |
| 16 de dezembro | 19:00   | Grupo A |

## Medalhistas
| Evento    | Ouro                               | Ouro   | Prata                              | Prata  | Bronze                | Bronze |
| --------- | ---------------------------------- | ------ | ---------------------------------- | ------ | --------------------- | ------ |
| Arranque  | Tursunoy Jabborova (UZB)           | 113 kg | Mönkhjantsangiin Ankhtsetseg (MGL) | 109 kg | Amanda Schott (BRA)   | 106 kg |
| Arremesso | Solfrid Koanda (NOR)               | 141 kg | Mönkhjantsangiin Ankhtsetseg (MGL) | 141 kg | Daria Akhmerova (FRH) | 135 kg |
| Total     | Mönkhjantsangiin Ankhtsetseg (MGL) | 250 kg | Tursunoy Jabborova (UZB)           | 244 kg | Solfrid Koanda (NOR)  | 244 kg |

## Recordes
Antes desta competição, o recorde mundial da prova era o seguinte:
| Recorde         | Tipo      | Atleta         | Peso   | Local | Data                  |
| Recorde Mundial | Arranque  | Padrão mundial | 132 kg |       | 1 de novembro de 2018 |
| Recorde Mundial | Arremesso | Padrão mundial | 164 kg |       | 1 de novembro de 2018 |
| Recorde Mundial | Total     | Padrão mundial | 294 kg |       | 1 de novembro de 2018 |

## Resultado
Os resultados foram os seguintes. 
| Pos.              | Atleta                             | Grupo | Arranque (kg) | Arranque (kg) | Arranque (kg) | Arranque (kg)     | Arremesso (kg) | Arremesso (kg) | Arremesso (kg) | Arremesso (kg)    | Total |
| Pos.              | Atleta                             | Grupo | 1             | 2             | 3             | Resultado         | 1              | 2              | 3              | Resultado         | Total |
| ----------------- | ---------------------------------- | ----- | ------------- | ------------- | ------------- | ----------------- | -------------- | -------------- | -------------- | ----------------- | ----- |
| Medalha de ouro   | Mönkhjantsangiin Ankhtsetseg (MGL) | A     | 109           | 109           | 113           | Medalha de prata  | 137            | 137            | 141            | Medalha de prata  | 250   |
| Medalha de prata  | Tursunoy Jabborova (UZB)           | A     | 108           | 111           | 113           | Medalha de ouro   | 127            | 131            | 134            | 4                 | 244   |
| Medalha de bronze | Solfrid Koanda (NOR)               | A     | 98            | 103           | 107           | 7                 | 135            | 141            | 142            | Medalha de ouro   | 244   |
| 4                 | Daria Akhmerova (FRH)              | A     | 105           | 109           | 109           | 4                 | 135            | 140            | 140            | Medalha de bronze | 240   |
| 5                 | Amanda Schott (BRA)                | A     | 102           | 106           | 109           | Medalha de bronze | 123            | 130            | 130            | 5                 | 236   |
| 6                 | Juliana Riotto (USA)               | A     | 101           | 103           | 105           | 5                 | 128            | 132            | 132            | 6                 | 233   |
| 7                 | Karina Kuzganbayeva (KAZ)          | A     | 98            | 102           | 102           | 8                 | 122            | 125            | 128            | 7                 | 230   |
| 8                 | Kristel Ngarlem (CAN)              | B     | 95            | 99            | 101           | 11                | 120            | 125            | 128            | 8                 | 224   |
| 9                 | Yekta Jamali (IRI)                 | A     | 90            | 96            | 100           | 10                | 113            | 118            | 122            | 10                | 222   |
| 10                | Tian Chia-hsin (TPE)               | A     | 95            | 100           | 101           | 12                | 120            | 125            | 130            | 9                 | 220   |
| 11                | Clementine Meukeugni (CMR)         | B     | 93            | 97            | 97            | 13                | 115            | 119            | 132            | 11                | 212   |
| 12                | Louise Vennekilde (DEN)            | B     | 92            | 96            | 97            | 14                | 110            | 115            | 119            | 12                | 207   |
| 13                | Lenka Žembová (SVK)                | B     | 88            | 91            | 91            | 16                | 105            | 108            | 111            | 13                | 196   |
| 14                | Anuradha Pavunraj (IND)            | B     | 90            | 93            | —             | 15                | 105            | 117            | —              | 14                | 195   |
| 15                | Chathurika Priyanthi (SRI)         | B     | 80            | 80            | 85            | 17                | 100            | 105            | 105            | 15                | 185   |
| 16                | Sientje Henderson (JAM)            | B     | 71            | 74            | 77            | 18                | 95             | 96             | 101            | 16                | 170   |
| —                 | Kim Ji-hye (KOR)                   | A     | 100           | 104           | 104           | 9                 | 128            | 129            | 129            | —                 | —     |
| —                 | Laura Alexander (USA)              | A     | 101           | 104           | 107           | 6                 | 130            | 130            | 132            | —                 | —     |